# Işıktepe, Gürgentepe
Işıktepe là một xã thuộc huyện Gürgentepe, tỉnh Ordu, Thổ Nhĩ Kỳ. Dân số thời điểm năm 2010 là 3.709 người.